# Amédée Bouquerel
Pour les articles homonymes, voir Bouquerel.
Amédée Bouquerel, né le 1er juillet 1908  à Raimbeaucourt (Nord) et mort le 26 avril 2002 à Compiègne (Oise), est un homme politique français.

## Biographie
Ingénieur des travaux publics de l'État, il mène sa carrière professionnelle dans l'administration des ponts et chaussées et s'engage dans la Résistance.
Mobilisé de septembre 1939 à juillet 1940, il termine la guerre avec le grade de lieutenant d'infanterie. De retour à Compiègne, il a des contacts avec divers groupes de résistants. Il appartient successivement ou simultanément au mouvement Résistance, à l'Organisation civile et militaire (OCM) et aux Volontaires ouvriers paysans (VOP). Au printemps 1944, il devient chef du secteur est des Forces françaises de l’intérieur (FFI) sous le pseudonyme de commandant Grégoire. A ce titre, il chapeaute les opérations de la Résistance dans le Noyonnais, le Compiégnois et une partie du Valois. Il contribue à la libération de Compiègne où il installe le nouveau sous-préfet. Il reçoit, en novembre 1944, le commandement du 1er bataillon du 67e régiment d'infanterie qui participe, entre autres, aux combats dans la poche de Dunkerque.
Après la Libération, il est élu conseiller municipal de Compiègne en 1945 et rejoint le Rassemblement du peuple français (RPF) sous la bannière duquel il est élu en 1948 et réélu en 1952 au Conseil de la République.
Il est nommé secrétaire du Conseil de la République les 7 juillet et 6 octobre 1955, 4 octobre 1956 et 3 octobre 1957,,,.
Sous la Ve République, il poursuit sa carrière politique comme sénateur en étant élu à quatre reprises en 1959, 1965, 1974 et 1983, sous les étiquettes successives UNR, UDR et RPR. Il est vice-président de la haute assemblée de 1962 à 1965 et plus tard questeur de 1986 à 1989 .
Conseiller municipal de Compiègne jusqu'en 1965, il est aussi conseiller général de l'Oise, élu dans le canton de Ribécourt de 1966 à 1979 et conseiller régional de Picardie de 1973 à 1986.
En 1992, il ne se représente pas au Sénat et quitte la vie politique.

## Décorations
- Commandeur de la Légion d'honneur
- Croix de guerre 1939-1945
- Croix du combattant volontaire de la Résistance
- Croix de guerre tchécoslovaque
- Membre d’honneur de l’ordre de l’Empire britannique